# Ctenium villosum
Ctenium villosum är en gräsart som beskrevs av Jean Berhaut. Ctenium villosum ingår i släktet Ctenium, och familjen gräs. Inga underarter finns listade i Catalogue of Life.